# Chiesa della Madonna della Grotta (Ceglie Messapica)
La chiesa della Madonna della Grotta è un'antica chiesa rurale risalente al XIV secolo, costruita su un luogo di culto già frequentato dai monaci basiliani nel IX secolo. La chiesa situata sulla vecchia strada che da Ceglie conduce a Francavilla Fontana ed è situata nell'omonima contrada all'interno della masseria. La facciata in stile gotico della chiesa è arricchita da un ampio rosone, del quale rimane la ghiera esterna, e da un campanile a vela. La chiesa versa in uno stato di abbandono.

## Storia
La frequentazione del sito della Madonna della Grotta nelle campagne di Ceglie viene fatta risalire al IX secolo, la costruzione dell'attuale edificio sacro è databile invece al XIV secolo. A quel periodo risale infatti un'epigrafe posta sulla facciata che recita hoc opus aedificavit magister muratoribus Dominicus de Juliano, epigrafe questa che si fa risalire a circa il 1300, periodo in cui è vissuto l'architetto Domenico De Juliano. È presente all'interno della chiesa un affresco raffigurante Sant'Antonio Abate, e vicino all'affresco si legge l'incisione aprel 1473 fuit processio. Nel 1565 l'arcivescovo Bovio attesta il possesso dell'edificio di culto in capo all'arciprete di Ceglie con l'obbligo di celebre alcune messe durante l'anno. La chiesa con l'annessa masseria è rimasta sotto la diretta gestione del capitolo di Ceglie fino all'emissione delle leggi eversive del 1867 che lo soppressero. I beni del Capitolo furono così messi all'asta, la masseria divenne di proprietà privata, la chiesa della Madonna della Grotta subì invece varie vicissitudini. Fino agli anni '60 del '900 fu utilizzata come luogo di culto e di ritiro spirituale. Durante il Giovedì di Pasqua il popolo di Ceglie si recava qui in pellegrinaggio e vi veniva celebrata una festa. Successivamente l'utilizzo della chiesa andò sempre più scemando. La chiesa è stata addirittura utilizzata come ovile o stalla e oggi versa in un totale stato di abbandono.

## Descrizione
L'ambiente di culto si sviluppa in un ambiente carsico, la grotta denominata appunto Madonna della Grotta, della grotta che ha una profondità di circa 50 metri, 22 metri sono occupati dalla cripta. Nella parte dedicata al culto, sono presenti un altare posto in una nicchia artificiale posta nel lato sinistro della cavità. Questa nicchia ospita l'altare sormontato dall'affresco della Madonna con Bambino. Inoltre un altro altare è presente nell'ipogeo. Alla cripta si accede tramite una scalinata, e sulle pareti della stessa sono presenti il summenzionato affresco di sant'Antonio Abate, mentre sul lato opposto è andato distrutto un affresco raffigurante san Basilio. La facciata appare semplice, in stile gotico, è sormontata da due campanili a vela, uno posto al centro e l'altro subito a ridosso dell'altro. Gli unici elementi decorativi sono il rosone, di cui rimane la cornice, la lunetta sormontata da un arco a ogiva decorato, posto su due colonnette ottagonali e capitelli con figure zoomorfe.
La navata centrale è lunga 25 m, presenta lungo le pareti vari affreschi, alcuni rovinati o in parte visibili, altri coperti dalla calce; al suo interno vi sono varie iscrizioni che testimoniano pellegrinaggi e processioni; la chiesa fu luogo di culto e meta di pellegrinaggio fino alla seconda metà del 1800.